# Guillaume Restes
Guillaume Restes, född 11 mars 2005 i Toulouse, är en fransk fotbollsspelare.

## Karriär
Guillaume Restes inledde sin seniorkarriär i Toulouse B-lag år 2021. Han debuterade i dess A-lag 2023. Han har representerat Frankrike på flera ungdomsnivåer sedan 2021. Vid olympiska sommarspelen 2024 i Paris ingick han i det franska laget som tog silver efter att ha förlorat finalen mot Spanien.